# 王際達
王際達（？—？），别号參漢，福建泉州府晉江縣軍籍。明朝官员，同進士出身。

## 生平
万历三十四年（1606年）丙午科福建鄉試第七十四名舉人，四十四年（1616年）丙辰科三甲三十一名进士，吏部觀政，授江西萬安縣知縣，四十六年本省同考，天啓五年选授山西道監察御史，本年巡视南城，六年管十庫，本年巡按两浙盐课，崇禎二年正月升為浙江副使，患病歸。四年起原职，六年升廣東參政，七年升江西按察使。

## 家族
曾祖王斌。祖父王玮。父王思贤，累贈浙江副使。